# Хронологија инвазије Русије на Украјину (новембар 2024)
Овај чланак обухвата дешавања која су се догодила у новембру 2024. године, за време инвазије Русије на Украјину.

## Хронологија

### 1. новембар
Руска противваздушна одбрана оборила је током ноћи 83 украјинске беспилотне летелице. Дрон је пао на складиште нафте у руском Светлограду у Ставропољском крају.

### 2. новембар
Министар спољних послова Андрии Сибига, након најновијих руских напада дроновима рекао је да је Русија  у октобру лансирала више од 1.900 дронова.
Руска војска изводи једну од најјачих офанзива од почетка конфликта, изјавио је главнокомандујући украјинске армије Александар Сирски. Активна борбена дејства на више делова фронта изискују константно попуњавање ресурса украјинских јединица. Сирски је такође оценио и да је ситуација на фронту веома компликована.

### 3. новембар
Рано јутрос су Кијевом одјекивале експлозије, а видео се и дим изнад стамбених објеката. Током јутра је била активна противваздушна одбрана ,а војна управа Кијева је саопштила да су изнад Шевченковским рејоном града оборене руске беспилотне летелице. Крхотине су оштетиле пут, стуб јавне расвете и електричне водове, а од удара су се поломили прозори на неколико зграда.

### 4. новембар
Украјинска војска је саопштила да је током ноћи оборено 50 од 80 руских дронова, 27 дронова је локацијски изгубљено, односно да је вероватно реч о електронском онеспособљавању летелица.

### 5. новембар
Шведска ће Украјини испоручити два брода за обалску заштиту и пакет цивилне заштите у вредности од 9,3 милиона долара. Бродови ће бити испоручени са свом потребном пратећом опремом, док ће у пакету цивилне заштите бити 40.000 гас маски.
Руска војска проширује контролу дуж реке Оскол у Харковској области, што отвара могућност развоја офанзиве према Борови и Купјанск-Узлову.

### 6. новембар
Украјинско ваздухопловство је саопштило да је противваздухопловна одбрана током ноћи оборила 38 руских дронова. Још 22 руска дрона су нестала над украјинским ваздушним простором.

### 7. новембар
Услед пада делова оборених руских беспилотних летелица у ноћашњем нападу, избили су пожари на више места у Кијеву.

### 8. новембар
Руска војска одбила је 11 контранапада украјинских трупа у региону Курска, спречен је и покушај пробоја границе. Јуришни авиони Су-25 су извели нападе на оклопна возила и украјинске војнике у пограничним областима Курске области.

### 9. новембар
Служба безбедности Украјине је током ноћи, заједно са Снагама за специјалне операције Оружаних снага Украјине, напала дроновима Тулску област Руске Федерације, а у нападу је оштећен Алексински хемијски комбинат, фабрика која производи барут и муницију за руску војску.

### 10. новембар
Украјина је јутрос лансирала најмање 17 беспилотних летелица ка Москви, приморавши московске власти да привремено затворе два аеродрома у престоници. Градоначелник Сергеј Собјањин рекао је да је 12 дронова уништено у Раменском и Коломенском округу области Москве, као и у граду Домодедово, југозападно од руске престонице.

### 11. новембар
Европска унија је 2023. године обећала да ће Украјини испоручуни милион граната до пролећа 2024. године, али је до тог рока само половина обећаног испоручена. У последњим месецима је успела да значајно убрза производњу и до сада су испоручили више од 980.000 граната. До краја године Украјини ће бити испоручено више од 1,5 милиона комада муниције.

### 12. новембар
У складишту нафте у руској Белгородској области један резервоар се запалио након напада украјинских Оружаних снага. Пожар је брзо угашен, а у инциденту није било жртава.

### 13. новембар
Украјина је од САД добила грант од 1,35 милијарди долара, који ће бити усмерен на хуманитарне и социјалне програме. Америчка влада јеусмерила финансирање преко Америчке агенције за међународни развој (УСАИД) и у координацији са Министарством финансија САД и Стејт департментом.

### 14. новембар
Европска комисија одобрила је издвајање 4,1 милијарду евра Украјини у оквиру пројекта за Украјину. ЕК је дала позитивну оцену реформама и напоменула да је влада испунила неопходне показатеље за добијање ове транше. Укупан износ подршке у оквиру Украјинског фонда ове године износиће 16,1 милијарду евра.

### 15. новембар
Након распада владајуће коалиције у Немачкој, прети одлагање одлуке о даљим испорукама оружја Украјини, посебно у снабдевању дронова. Реч је конкретно о одлагању испоруке 812 извиђачких дронова компаније Квантум, у вредности од 153 милиона евра.
Украјинска војска је током ноћи оборила 25 од 29 дронова, као и једну од две вођене ракете које је лансирала Русија.

### 16. новембар
Руска војска уништила је погон за производњу дронова у украјинском Николајеву, погинуло је 12 украјинских војника, међу њима и страни плаћеници.

### 17. новембар
У нападу дрона на фабрику у Ижевску у Удмуртији, догодила се експлозија у којој је повређена једна особа.
Припадници Руске гарде открили су у Луганској Народној Републици украјинско скровиште муниције и оружја стране производње. У складишту се налазио бацач граната и муниција за њега, више од 600 патрона различитог калибра, муниција за минобацаче, противтенковске, као и офанзивне и одбрамбене ручне бомбе.

### 18. новембар
Група украјинских диверзаната ликвидирана је у правцу Херсона. Борци Оружаних снага Руске Федерације спречили су покушај пробоја у правцу Херсона украјинске диверзантско-извиђачке групе из састава ДРГ оружаних снага Украјине. Украјински диверзанти су у више наврата покушавали да се пробију на леву обалу Дњепра или да се искрцају у Тендровској и Кинбурнској области, али су се повукли са губицима након одговора руских трупа. Руска војска контролише 75 одсто Херсонске области, а украјинске оружане снаге држе десну обалу Дњепра, укључујући и град Херсон.

### 19. новембар
1.000. дан Рата у Украјини
Украјинске ваздухопловне снаге су обориле 51 од 87 беспилотних летелица које је лансирала Русија током ноћи, а изгубљен је траг за 30 дронова.

### 20. новембар
Немачка је предала још један пакет војне помоћи Украјини, укључујући оклопна возила, дронове и муницију.
Амерички Стејт департмент одобрио је потенцијалну продају војне опреме и услуга Украјини у вредности од 100 милиона долара.
Председник САД Џозеф Бајден одобрио је испоруку противпешадијских мина Украјини.
Украјина је по први пут испалила британске ракете сторм шедоу на територију Русије, ракете су испаљене у оквиру украјинске офанзиве. Британија је претходно дозволила Украјини да користи поменуте ракете унутар своје територије, док су украјинске власти током последњих месеци тражиле од Сједињених Држава да омогуће употребу тих ракета за нападе на циљеве унутар Русије.

### 21. новембар
Русија је лансирала интерконтиненталну балистичку ракету кинжал из своје јужне области Астрахан и седам крстарећих ракета. Напад је уследио након што је Украјина ове недеље искористила америчке и британске ракете за нападе на циљеве унутар Русије, што је Москва месецима упозоравала као потенцијалну ескалацију. Напад је био усмерен на предузећа и критичну инфраструктуру у централноисточном украјинском граду Дњепар. Русија је први пут током рата употребила то оружје дугог домета.

### 22. новембар
Холандија је послала последња два од укупно 18 обећаних борбених авиона Ф-16 на обуку у Румунију, где се обучавају украјински пилоти и особље за одржавање авиона. Холандија је такође обећала да ће Украјини испоручити 24 авиона Ф-16. Украјина је у августу почела да користи први контингент борбених авиона Ф-16 који је добила од западних земаља.

### 23. новембар
Након што су руске снаге појачале таласе контранапада, Украјина је изгубила више од 40 одсто територије у руској Курској области, коју је заузела у изненадном нападу у августу. Русија је распоредила око 59.000 војника у Курској области, од када су украјинске снаге ушле на ту територију ухвативши Москву неспремну, након две и по године од почетка руске инвазије на Украјину. До сада су украјинске снаге највише контролисале око 1.376 квадратних километара (у Курској области), сада је, наравно, ова територија мања, а непријатељ појачава своје контранападе. Сада контролишу око 800 квадратних километара. Регион Кураков тренутно најопаснији за Кијев, јер су у њему руске снаге напредовале 200 до 300 метара дневно, и успеле су да са оклопним возилима пробију линије украјинске војске у неким областима, уз подршку беспилотних летелица.
Руски дронови и ракетни напади оштетили су 321 украјински лучки инфраструктурни објекат од јула 2023. до сада.

### 24. новембар
Јединице противваздухопловне одбране Украјине уништиле су више од десет руских дронова који су напали Кијев током ноћи. Узбуна за ваздушни напад у граду је трајала више од три сата.

### 25. новембар
Руске снаге су током ноћи извеле 200 удара на девет насеља Запорошке области, испаљено је 107 беспилотних летелица и 88 артиљеријских граната је на ову област, а оштећено је десетак стамбених зграда и инфраструктурних објеката.
У Калушкој области, украјински дрон је погодио рафинерију нафте где је избио пожар.
Руске снаге су напале енергетску инфраструктуру у Николајевској области, услед чега је дошло до искључења струје.

### 26. новембар
Руски системи ПВО уништили су током ноћи 39 украјинских дронова у седам региона.
Руска војска лансирала је ноћас рекордних 188 дронова на циљеве у Украјини, украјинска војска је открила 192 ваздушна циља, 188 дронова и четири балистичке ракете Искандер-М, а ПВО је оборио 76 дронова.
Норвешка ће повећати планирану финансијску подршку Украјини следеће године на 2,7 милијарди долара, односно на 30 милијарди норвешких круна.

### 27. новембар
Јапанска влада је обезбедила Украјини 235 милиона долара у оквиру два нова системска пројекта Светске банке за подршку образовању и приватном сектору.
Украјинскe ваздухопловне снаге саопштиле су да су обориле 36 од 89 беспилотних летелица које је Русија током ноћи лансирала изнад Украјине.

### 28. новембар
Руске снаге су лансирали ракете калибар, као и крстареће широм Украјине, а експлозије су забележене у више градова. Енергетски сектор је поново под масовним нападом. Укренегро је одмах увео хитне прекиде струје.
Холандија је украјинској војсци пребацила три лансера противваздушног ракетног система Патриот.

### 29. новембар
Системи за електронско ратовање и противваздухопловну одбрану Русије потиснули су и уништили 30 украјинских беспилотних летелица на северозападу Ростовске области, након чега је избио велики пожар на индустријском објекту.

### 30. новембар
У украјинској престоници, као и у Кијевској, Черкашкој и Кировоградској области сирене за ваздушну опасност су активиране након што је руска војска лансирала јуришне дронове из јужног и северног правца. Украјинска ПВО дејствовала према руским беспилотним летелицама.